# Rodney Goggins
Rodney Goggins (* 25. März 1978 in Wexford) ist ein irischer Snookerspieler. In der zweiten Hälfte der 2000er war er drei Jahre als Profi auf der Snooker Main Tour aktiv.

## Karriere
Rodney Goggins hatte mit 6 Jahren schon einen eigenen kleinen Billardtisch. Danach dauerte es einige Zeit, bis er eine Snookerleidenschaft entwickelte und mit 13 einem Verein beitrat. Er war ein sehr erfolgreicher Jugendspieler in Irland und gewann nationale Jugendtitel in verschiedenen Altersklassen. International hatte er mit 20 Jahren bei der U21-Weltmeisterschaft erste Erfolge: Er erreichte das Viertelfinale. Im Jahr darauf kam er bis ins Finale und holte sich mit einem 11:4-Sieg über Rolf de Jong aus den Niederlanden den Titel. Anschließend spielte er auch die Amateur-WM und stand dort im Viertelfinale. Er verlor gegen den späteren Weltmeister Ian Preece. 2000 wurde er irischer Meister, nachdem er sich im Finale knapp mit 8:7 gegen Gary Hardiman durchgesetzt hatte. Ein Jahr später erreichte er beim Pontins Autumn Open in Wales, an dem auch Profispieler teilnahmen, das Finale. 
Doch erst 2003 unternahm er einen ersten Versuch, selbst Profispieler zu werden, und nahm an den vier Turnieren der Challenge Tour teil. Zweimal unter die Letzten 32 zu kommen und ein weiterer Sieg reichten, um in der Gesamtwertung auf Platz 15 zu kommen und sich damit noch für die Saison 2004/05 auf der Profitour zu qualifizieren. Seine Profizeit begann aber erst einmal mit vier Auftaktniederlagen, bevor ihm beim Malta Cup gegen Adam Davies sein erster Sieg gelang. Bei seinem Heimturnier, dem Irish Masters, besiegte er sogar Shokat Ali und Björn Haneveer jeweils mit 5:2, aber Auftaktniederlagen bei den letzten beiden Turnieren führten dazu, dass es in der Saisonwertung nur für Platz 90 reichte und damit sein Profistatus nicht verlängert wurde.
In den folgenden beiden Jahren spielte er wieder als Amateur. 2007 war sein erfolgreichstes Amateurjahr. Er kam in das Finale der Europameisterschaft, das er mit 2:7 gegen Kevin Van Hove verlor, und er erreichte Platz 1 der irischen Rangliste. Daraufhin nominierte ihn der irische Verband für ein weiteres Jahr auf Main Tour. Die Saison 2007/08 begann zwar wieder mit einer Auftaktniederlage, beim Grand Prix konnte er aber in der Gruppenrunde Spielpraxis sammeln, auch wenn er nur 2 seiner 7 Spiele gewann. Von da an ging es aufwärts, er besiegte Tian Pengfei bei der Northern Ireland Trophy und mit Siegen von 9:7 gegen Alex Davies und 9:8 gegen Judd Trump erreichte er die Letzten 64 bei der UK Championship. Bei der Weltmeisterschaft kam er ein zweites Mal in die dritte Runde, nachdem er Lee Spick mit 10:9 besiegt hatte. Dann kam es zur zweiten Begegnung mit Trump, in der sich der junge Engländer für die vorherige Niederlage revanchierte. Das reichte zwar nicht ganz für die Top 64 der Weltrangliste, die automatisch für die nächste Saison qualifiziert waren, aber über die Einjahreswertung hielt er trotzdem seinen Main-Tour-Platz. Auf Platz 70 startete er ins dritte Profijahr und mit zwei Siegen bei vier Turnieren hatte er einen durchwachsenen Beginn. Bei der UK Championship konnte er seinen Drittrundeneinzug wiederholen und dabei David Roe mit 9:0 besiegen. Bei der WM gelang ihm aber nur noch ein Sieg, dann schied er gegen Martin Gould aus. Sein schlechteres Abschneiden warf ihn auch in der Rangliste zurück und als 77. musste er zum zweiten Mal die Tour verlassen.
2009/10 versuchte er die Rückkehr über die Pontin’s International Open Series. Er trat aber nur bei 6 der 8 Turniere an und kam nur zweimal ins Achtelfinale, so dass er als 37. der Gesamtwertung weit von der Qualifikation entfernt war. Im Jahr darauf spielte er nur Amateurturniere und trat 2010 wieder bei der Amateurweltmeisterschaft an. Er verlor das Halbfinale gegen Pankaj Advani und gewann anschließend das Platzierungsspiel um Platz 3 gegen Noppadon Sangnil. Bei dem Turnier gelang ihm ein Maximum Break. 2012 erreichte er auch bei der Europameisterschaft das Halbfinale und verlor dort gegen Scott Donaldson. Im selben Jahr wurde er auch bei der 6-Red World Championship eingeladen und blieb in dem Sonderformat in der Gruppenrunde unter anderem gegen Judd Trump und Barry Hawkins ungeschlagen. Dann verlor er aber in der Runde der Letzten 32 das erste Ausscheidungsspiel. Er wurde auch für das irische Team bei den Home Internationals, der Meisterschaft der britischen Inseln, ausgewählt und holte für sein Heimatland den Titel.
In den folgenden Jahren hatte er im Amateurbereich noch einige Achtungserfolge bei Welt- und Europameisterschaft. 2017 erreichte er zum zweiten Mal in seiner Karriere das Finale der irischen Meisterschaft, verlor dort aber gegen Brendan O’Donoghue.

## Erfolge
Ranglistenturniere:
- Runde der Letzten 64: UK Championship (2007, 2008)

Andere Profiturniere:
- Runde der Letzten 32: 6-Red World Championship (2012)

Amateurturniere:
- U21-Weltmeister (1999)
- Weltmeisterschaft Platz 3 (2010)
- Europameisterschaft Finale (2007)
- Irischer Meister (2000; Vizemeister 2017)
- Irischer U21-Jugendmeister (1998)[3]
- Irischer U19-Jugendmeister (1995)[3]
- Sieger der Home Internationals mit Irland (2012)